# Aderarea Ucrainei la Uniunea Europeană

Hartă prezentând Uniunea Europeană (verde) și Ucraina (oranj)

La 28 februarie 2022, la scurt timp după ce a fost invadată de Rusia, Ucraina a solicitat aderarea la Uniunea Europeană (UE). Președintele ucrainean Volodimir Zelenski a cerut admiterea imediată în cadrul unei „noui proceduri speciale”, iar președinții a opt state UE au cerut un proces de aderare accelerat. Președintele Comisiei Europene, Ursula von der Leyen, a declarat că sprijină aderarea Ucrainei, dar că procesul va dura. La 1 martie 2022, Parlamentul European a recomandat ca Ucraina să devină candidat oficial la calitatea de membru, iar la 10 martie 2022, Consiliul Uniunii Europene a solicitat Comisiei avizul său cu privire la cerere. La 8 aprilie 2022, von der Leyen ia prezentat lui Zelenski un chestionar legislativ, la care Ucraina a răspuns la 17 aprilie.
La 17 iunie 2022, Comisia Europeană a recomandat Consiliului European să acorde Ucrainei statutul de candidat pentru aderarea la Uniunea Europeană.
La 23 iunie 2022, Parlamentul European a adoptat o rezoluție prin care cere acordarea imediată a statutului de candidat la aderarea la Uniunea Europeană Ucrainei. La 23 iunie 2022, Consiliul European a acordat Ucrainei statutul de candidat la aderarea la Uniunea Europeană.

## Cronologia relațiilor cu Uniunea Europeană

Steagul folosit de activiști pe Euromaidan.

Acordul de Asociere Uniunea Europeană-Ucraina a fost semnat în 2014, după ce o serie de evenimente care au blocat ratificarea acestuia au culminat cu o revoluție în Ucraina și răsturnarea președintelui în exercițiu al Ucrainei, Viktor Ianukovici  Zona de liber schimb profundă și cuprinzătoare cu Ucraina a intrat în vigoare la 1 septembrie 2017, după ce a fost aplicată provizoriu începând cu 1 ianuarie 2016, iar Acordul de asociere a intrat pe deplin în vigoare la 1 septembrie 2017. La 24 februarie 2022, Rusia a invadat Ucraina, ducând la cererea de aderare.

State membre ale Uniunii Europene
Statele membre ale Uniunii Europene susțin aderarea accelerată a Ucrainei
Statele membre ale Uniunii Europene susțin acordarea accelerată a statutului de candidat Ucrainei
Ucraina
Teritoriile ucrainene ocupate de rusi

     State membre ale Uniunii Europene
     Statele membre ale Uniunii Europene susțin aderarea accelerată a Ucrainei
     Statele membre ale Uniunii Europene susțin acordarea accelerată a statutului de candidat Ucrainei
     Ucraina
     Teritoriile ucrainene ocupate de rusi
| Data               | Eveniment |
| ------------------ | --- |
| 1991               | Declarația Uniunii Europene cu privire la Ucraina. |
| 1992               | Primul summit Ucraina-UE. |
| 1993               | A fost semnat un acord între Comunitățile Europene și Ucraina privind comerțul cu produse textile, deschiderea unei reprezentanțe a Comisiei Comunităților Europene în Ucraina. |
| 1994               | Rada Supremă a Ucrainei a ratificat Acordul de parteneriat și cooperare dintre Ucraina și UE. |
| 1995               | Prima reuniune a Comitetului mixt Ucraina - UE, înființarea Reprezentanței Ucrainei în Comunitățile Europene. |
| 1996               | Uniunea Europeană a recunoscut statutul Ucrainei de țară în tranziție. Consiliul Uniunii Europene a adoptat un plan de acțiune pentru Ucraina. |
| 1997               | A fost semnat un acord privind comerțul cu produse din oțel între Comunitatea Europeană a Cărbunelui și Oțelului și Guvernul Ucrainei. |
| 1998               | Intrarea în vigoare a Acordului de parteneriat și cooperare dintre Ucraina și UE, Ucraina și-a declarat oficial dorința de a deveni membru asociat al UE, a adoptat o rezoluție a Cabinetului de Miniștri al Ucrainei „Cu privire la introducerea unui mecanism de adaptare a ucrainei legislatia catre Uniunea Europeana.                                                          |
| 1999               | UE și-a reafirmat intenția de a facilita aderarea Ucrainei la Organizația Mondială a Comerțului și lansarea unei zone de liber schimb între Ucraina și UE. |
| 2005               | Consiliul Uniunii Europene a acordat Ucrainei statutul de țară cu economie de piață, un alt summit. |
| 5 martie 2007      | Au început negocierile pentru încheierea unui nou acord consolidat care să înlocuiască Acordul de parteneriat și cooperare. |
| 2008               | Intrarea în vigoare a acordurilor de facilitare a vizelor și de readmisie între Ucraina și UE. |
| 7 mai 2009         | Ucraina a devenit membră a inițiativei UE pentru Parteneriatul Estic. |
| 16 iunie 2009      | În cadrul reuniunii Consiliului de Cooperare UE-Ucraina, „Agenda de Asociere UE-Ucraina” a fost aprobată politic. |
| 25 februarie 2010  | Parlamentul European a aprobat o rezoluție privind situația din Ucraina, care, în special, recunoaște dreptul Ucrainei de a adera la Uniunea Europeană. Comisia Europeană are, de asemenea, mandatul de a lucra la o „foaie de parcurs” pentru călătoriile fără viză între Ucraina și țările UE.                                                                                    |
| 2013               | La summitul de la Bruxelles a fost adoptată o declarație comună în care se afirmă că Ucraina este „hotărâtă să respecte” condițiile UE, astfel încât părțile să poată semna Acordul de Asociere și Zona de Liber Schimb. |
| 21 noiembrie 2013  | Cabinetul de miniștri al Ucrainei a decis să suspende procesul de pregătire pentru semnarea Acordului de Asociere cu Uniunea Europeană, în urma căruia au început demonstrații în masă în toată țara împotriva suspendării procesului de integrare europeană — Euromaidan. Pe 24 noiembrie, la Kyiv a avut loc un protest în masă, la care au participat peste un milion de oameni. |
| 21 martie 2014     | Partea politică a Acordului de Asociere Uniunea Europeană – Ucraina a fost semnat la Bruxelles, cu participarea prim-ministrului Arseni Iațeniuk. |
| 27 iunie 2014      | Al cincilea președinte al Ucrainei, Petro Poroșenko, a semnat a doua parte (economică) a Acordului de Asociere cu Uniunea Europeană. |
| 16 septembrie 2014 | Parlamentul European a ratificat Acordul de Asociere dintre Ucraina și Uniunea Europeană simultan cu Rada Supremă a Ucrainei (prin intermediul unei teleconferințe prin Skype). |
| 1 noiembrie 2014   | Aplicarea provizorie a Acordului de Asociere dintre Ucraina și Uniunea Europeană a intrat în vigoare. |
| 13 februarie 2017  | Rada Supremă a Ucrainei a ratificat Acordul dintre Guvernul Ucrainei și Uniunea Europeană privind participarea Ucrainei la programul COSME. |
| 13 iulie 2017      | Summitul Ucraina-UE de la Kyiv a finalizat procesul de ratificare a Acordului de Asociere dintre Ucraina și Uniunea Europeană și intrarea în vigoare a regimului fără vize între Ucraina și Uniunea Europeană. |
| 9 iulie 2018       | A avut loc cea de-a 20-a aniversare a Summit-ului Ucraina-UE. |
| 12 octombrie 2021  | La summitul Ucraina-UE de la Kyiv a fost semnat un acord privind Spațiul Aviatic Comun. |
| 28 februarie 2022  | Al șaselea președinte al Ucrainei, Volodîmîr Zelenski, a semnat o cerere de aderare a Ucrainei la Uniunea Europeană în cadrul „procedurei accelerate”. |
| 1 martie 2022      | Parlamentul European a votat aproape în unanimitate în favoarea rezoluției, care a cerut instituțiilor Uniunii Europene să depună eforturi pentru a acorda Ucrainei statutul de candidat la aderarea la Uniunea Europeană. |
| 16 martie 2022     | NPC Ukrenergo, operatorul de sistem al rețelei electrice, NPC Ukrenergo împreună cu colegii săi europeni au finalizat integrarea cu rețeaua sincronă a Europei Continentale și au devenit parte a ENTSO-E. |
| 25 martie 2022     | În cadrul summitului informal al Uniunii Europene, statele membre au susținut aspirațiile europene ale Ucrainei și au invitat Comisia Europeană să își prezinte concluziile privind cererea de aderare la UE. |
| 8 aprilie 2022     | Președintele Comisiei Europene a predat Ucrainei un chestionar pentru obținerea statutului de candidat. |
| 17 aprilie 2022    | Ucraina a răspuns la chestionar. |
| 23 iunie 2022      | Consiliul European a acordat Ucrainei statutul de candidat la aderarea la Uniunea Europeană. |

### 2002–2005
În 2002, comisarul UE pentru Extindere Guenther Verheugen spunea că „perspectiva europeană pentru Ucraina nu înseamnă neapărat aderarea în următorii 10-20 de ani, deși este posibil”. Pentru a adera la Uniunea Europeană, statul candidat trebuie să îndeplinească condițiile politice și economice cunoscute în mod obișnuit sub numele de Criteriile de la Copenhaga (adoptate la Summit-ul de la Copenhaga din 1993), și anume un guvern democratic care să recunoască statul de drept și libertățile și instituțiile relevante. Potrivit Tratatului de la Maastricht, fiecare stat membru actual, precum și Parlamentul European, trebuie să cadă de acord cu privire la orice extindere.
Obținerea statutului de membru cu drepturi depline al UE ca obiectiv strategic al Ucrainei a fost declarată pentru prima dată de președintele Ucrainei Viktor Iușcenko imediat după alegerea sa la începutul anului 2005. La 13 ianuarie 2005, Parlamentul European în aproape unanimitate (467 pentru, 19 împotrivă). ) a adoptat o rezoluție privind intențiile Parlamentului European de a converge cu Ucraina în ceea ce privește aderarea. Comisia Europeană constată că, deși nu a trecut încă o anumită perioadă pregătitoare, nu este exclusă admiterea de noi membri. La care președintele Iuscenko a răspuns cu intenția sa de a aplica pentru calitatea de membru „în viitorul apropiat”.
Câțiva lideri influenți ai UE la acea vreme și-au exprimat sprijinul pentru îmbunătățirea legăturilor cu Ucraina. În special, ministrul polonez de externe Adam Rotfeld a declarat la 21 martie 2005 că Polonia va sprijini aspirațiile de integrare europeană ale Ucrainei în orice circumstanțe. În special, el a spus: „În această etapă, ar trebui să ne concentrăm pe pași concreti de cooperare în loc de discuții goale despre cooperarea paneuropeană”. Trei zile mai târziu, un sondaj în cele mai mari șase țări UE a arătat angajamentul cetățenilor UE de a accepta Ucraina ca membru cu drepturi depline în viitor.
În octombrie 2005, președintele Comisiei Europene Jose Manuel Barroso a spus că „viitorul Ucrainei este în UE”. Cu toate acestea, la 9 octombrie 2005, Comisia Europeană, într-o nouă versiune a Documentului de Strategie de Dezvoltare, a declarat că implementarea planurilor de extindere (Croația și fostele republici Iugoslave) ar putea bloca aderarea Ucrainei, Belarusului și Moldovei. Comisarul pentru extindere, Olli Rehn, a spus că UE ar trebui să evite „extinderea prea mare”, subliniind că actualul plan de extindere pare complet.
Deși oficialii și politologii ucraineni au menționat câteva date specifice pentru o posibilă aderare, doar Politica europeană de vecinătate a Ucrainei a fost propusă oficial Ucrainei de către UE până acum. Administrația prezidențială a fost critică cu privire la statutul propus al relațiilor de vecinătate.

### 2007–2014
În martie 2007, Ucrainei i s-a oferit un acord de liber schimb cu UE. Deși această propunere a provocat o reacție mult mai puternică din partea statului ucrainean, ea nu conținea planuri specifice pentru aderarea Ucrainei la UE în viitorul apropiat. Unii politicieni vest-europeni au vorbit despre „oboseala” temporară a extinderii instituțiilor europene. Observatorii ucraineni identifică așa-numitul „grup de rezistență” al aderării Ucrainei la UE. În special, la încheierea textului Acordului consolidat dintre Ucraina și UE în martie 2007, trimiterile la perspectiva aderării au fost excluse din acesta. „Orice mențiune despre perspectiva aderării Ucrainei la Uniunea Europeană a fost exclusă din proiectul de acord consolidat Ucraina-UE din cauza poziției Franței”, a scris influentul ziar german Frankfurter Allgemeine Zeitung. Poziția Italiei depinde de situația politică internă a acestei țări. Astfel, în campania electorală din această țară, guvernul lui Silvio Berlusconi a dat semnale diplomatice că este gata să susțină aspirațiile de integrare europeană ale Ucrainei. Pe de altă parte, adversarul său politic, Romano Prodi, a spus că „perspectivele Ucrainei de a adera la UE sunt aceleași ca în Noua Zeelandă”.
Conform politicii Parteneriatului Estic, Ucraina poate deveni membră a Uniunii Europene. La 27 februarie 2014, Parlamentul European a adoptat o rezoluție care recunoaște dreptul Ucrainei de a „să solicite pentru a deveni membru al Uniunii, cu condiția ca aceasta să adere la principiile democrației, să respecte libertățile fundamentale și drepturile omului și ale minorităților și să asigure statul de drept". Parlamentul European constată că, în conformitate cu articolul 49 din Tratatul cu UE, Georgia, Moldova și Ucraina, ca orice altă țară europeană, au o perspectivă europeană și pot solicita aderarea la UE în conformitate cu principiile democrației, - se spune în o rezoluție a Parlamentului European de la Bruxelles, adoptată în ultima sesiune înainte de alegerile pentru Parlamentul European, care au avut loc în perioada 23-25 mai 2014. 27 iunie 2014 Președintele Comisiei Europene Jose Manuel Barroso a declarat că Acordul de Asociere este începutul aderării Ucrainei la UE. În aceeași zi, comisarul UE pentru Extindere, Stefan Fuele, a declarat că crede în viitoarea aderare a Ucrainei la UE.

### 2014–2022
În martie 2016, președintele Comisiei Europene Jean-Claude Juncker a declarat că va dura cel puțin 20-25 de ani pentru ca Ucraina să adere la UE și NATO. În iunie 2018, președintele Ucrainei Petro Poroșenko a spus că se așteaptă ca Ucraina să se alăture Uniunii Europene și Organizației Tratatului Atlanticului de Nord până în 2030.
La 21 februarie 2019, Constituția Ucrainei a fost modificată pentru a consacra normele privind cursul strategic al Ucrainei pentru aderarea la Uniunea Europeană și NATO în preambulul Legii fundamentale, trei articole și dispoziții tranzitorii.
La a X-a sesiune a Adunării Interparlamentare Ucraina-Polonia-Lituania, care s-a încheiat la 8 iunie 2019 la Kyiv, părțile au semnat un document final care conține un acord privind strategia pentru 2025 și 2027 ca perioadă de posibilă aderare a Ucrainei la UE. În 2027, când Lituania va deține președinția UE pentru a doua oară, problema Ucrainei va fi principala problemă de pe ordinea de zi. Dacă această oportunitate nu este folosită, următoarea „fereastră” se va deschide în 2039, când Polonia va prezida UE, iar Lituania va prezida abia în 2041.
La 23 iulie 2020, Polonia, Lituania și Ucraina au creat o platformă tripartită de cooperare politică, economică, culturală și socială - Triunghiul de la Lublin, care își propune să sprijine integrarea Ucrainei în UE și NATO.
În februarie 2021, liderul Uniunii Creștin Democrate din Germania, Armin Laschet, care era considerat un succesor probabil al Angelei Merkel în funcția de cancelar al Germaniei, a susținut ideea extinderii UE și a oferi Ucrainei o perspectivă europeană:
„Problema aderării Ucrainei la UE nu se pune în acest moment, dar se va pune inevitabil în viitor. Trebuie să sprijinim Ucraina pe calea sa dificilă și, în același timp, să deschidem o perspectivă europeană.”—Armin Laschet
Destul de mulți experți consideră că în vremuri de deteriorare a relațiilor dintre Rusia și UE, Ucraina are o fereastră de oportunitate de a adera la Uniunea Europeană. Pavlo Klimkin a menționat că Ucraina încă nu îndeplinește niciun criteriu pentru aderarea la Uniunea Europeană, deoarece nu are o democrație stabilită, statul de drept și o economie de piață cu drepturi depline. Potrivit acestuia, prima șansă a fost pierdută la începutul anului 2005, când Iuscenko a fost convins să nu aplice, iar în 2014 a fost mult mai dificil să facă acest lucru.
La 11 februarie 2021, Parlamentul European a publicat un raport privind succesul Ucrainei în implementarea Acordului de Asociere cu Uniunea Europeană. Documentul evidențiază atât principalele succese ale Ucrainei pe această cale, cât și eșecuri sau momente care împiedică procesul de reformă în țară. În general, Uniunea Europeană nu este încă pregătită să vorbească oficial despre perspectivele aderării Ucrainei în rândurile statelor membre, dar perspectiva europeană a Ucrainei este recunoscută. În 2021, Ucraina se pregătea să solicite oficial aderarea la UE în 2024, pentru a adera la Uniunea Europeană în anii 2030.

## Aplicație

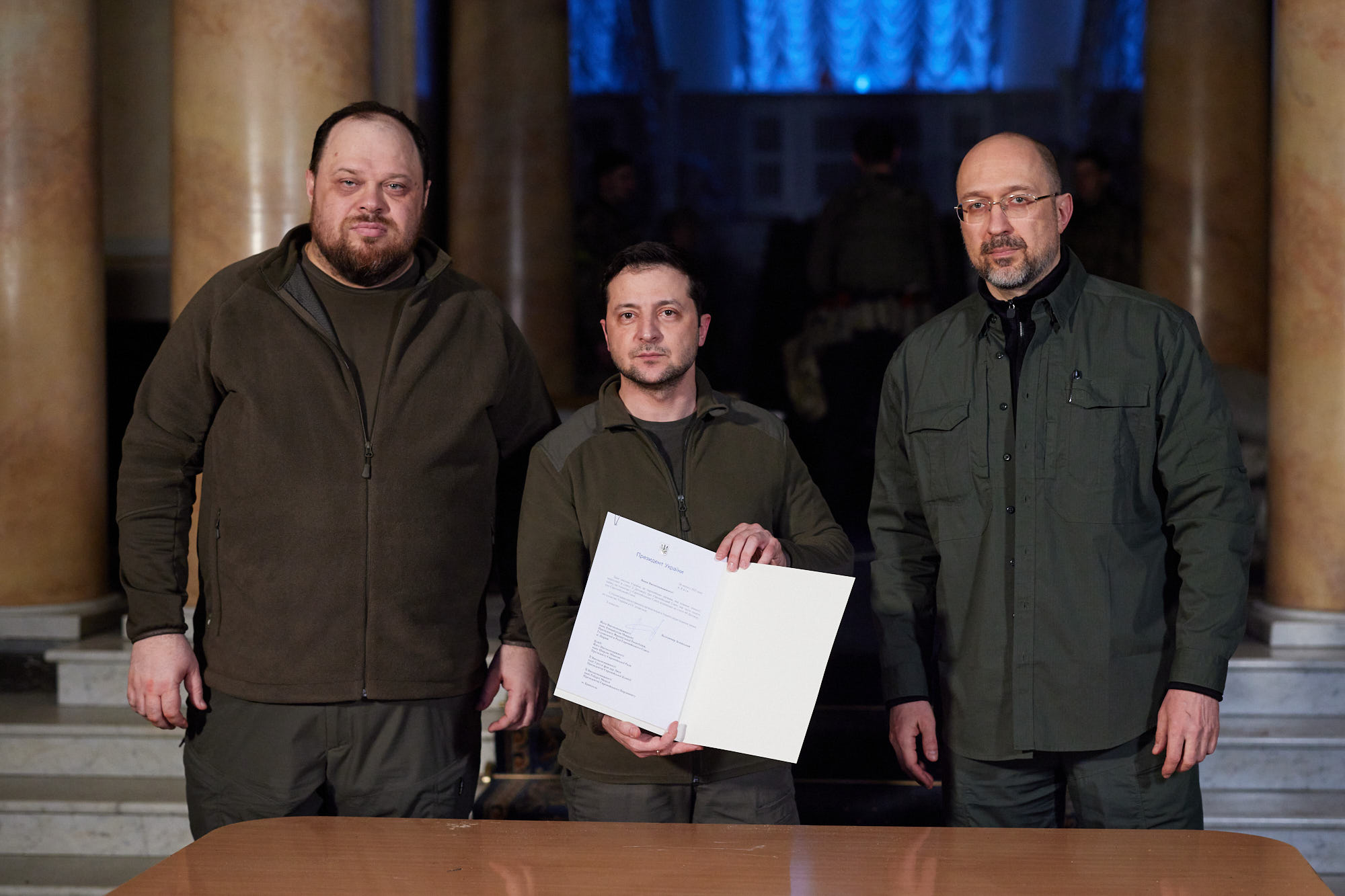
Semnarea cererii de aderare la UE, 28 februarie 2022

După invazia rusă a Ucrainei din 2022, au existat apeluri suplimentare pentru a începe un proces formal de aderare: Ucraina și-a reiterat dorința de a deveni membru al uniunii, iar președintele Comisiei Europene von der Leyen a declarat că Ucraina aparține Uniunii Europene. Premierul slovac Eduard Heger și-a exprimat sprijinul pentru un proces de aderare accelerat.
La 26 februarie 2022, președintele polonez Andrzej Duda a cerut aderarea accelerată a Ucrainei la UE. La 27 februarie, premierul sloven Janez Janša, împreună cu prim-ministrul polonez Mateusz Morawiecki, au propus un plan pentru integrarea rapidă a Ucrainei în UE până în 2030 într-o scrisoare adresată președintelui Consiliului European, Charles Michel. Premierul slovac Eduard Heger⁠(d) a mai propus UE să creeze o nouă procedură specială de aderare a Ucrainei, pentru a ajuta Ucraina să se ridice pe picioare și să se redreseze în viitor din război.
La 28 februarie, Ucraina a depus oficial o scrisoare de cerere de aderare. Din cauza crizei în curs de desfășurare, președintele Zelenskyi a solicitat admiterea imediată în Uniunea Europeană în cadrul unei proceduri speciale. În aceeași zi, opt state UE au semnat o scrisoare în care susțin un proces de aderare accelerat al Ucrainei, iar la 1 martie, ministrul de externe ungar Péter Szijjártó a declarat că țara sa va sprijini și un proces accelerat. La 1 martie, Parlamentul European, în urma unei dezbateri în care președintele Ucrainei s-a adresat și a primit aplauze, a recomandat ca Ucraina să devină candidat oficial la aderarea la UE. Parlamentul European a votat pentru avansarea aderării Ucrainei cu 637 pentru, 13 împotrivă și 26 abținut.
La 1 martie 2022, președinții a opt state membre UE (Bulgaria, Republica Cehă, Estonia, Republica Letonia, Republica Lituania, Republica Polonia, Republica Slovacă și Republica Slovenia) au semnat o scrisoare deschisă solicitând Ucrainei să i se ofere perspectiva aderării la UE și să înceapă imediat procesul de negocieri. În aceeași zi, ministrul de externe ungar Peter Siarto a cerut aderarea accelerată a Ucrainei la Uniunea Europeană.
Cu toate acestea, la 2 martie, ministrul spaniol de externe José Manuel Albares a afirmat că „apartenența la UE nu este un proces capricios sau care poate fi realizat printr-o simplă decizie politică”, amintind că țara candidată „trebuie să îndeplinească anumite condiții sociale, politice și standarde economice”.
La 7 martie, UE a declarat că va evalua în mod oficial cererea Ucrainei, iar la 10 martie 2022, Consiliul Uniunii Europene a cerut Comisiei avizul cu privire la cerere.
La 9 martie 2022, Senatul polonez a adoptat o rezoluție prin care cere țărilor Uniunii Europene să susțină procesul accelerat de aderare a Ucrainei la UE cu 93 de voturi pentru. "Societatea ucraineană a dovedit, fără îndoială, că este pregătită să facă parte dintr-o Europă unită și gata să plătească cu sânge pentru devotamentul față de valorile europene. Soldații ucraineni, apărând granițele țării lor, protejează întreaga Europă", se arată în document.

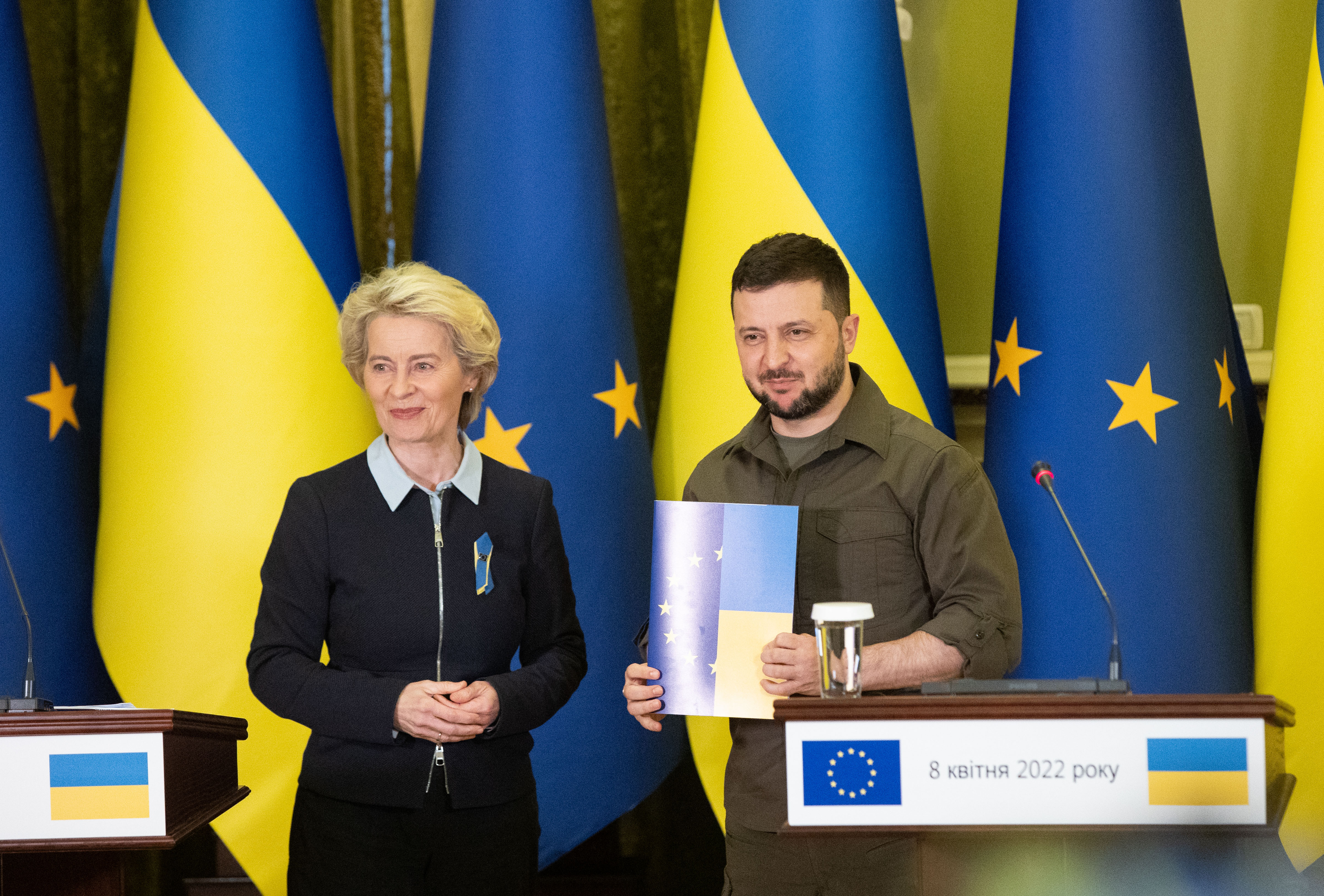
Prezentarea chestionarului de aderare la UE pe 8 aprilie 2022 de către președintele Comisiei Europene von der Leyen și președintele Ucrainei Volodymyr Zelensky

La 8 aprilie 2022, președintele Comisiei von der Leyen, după ce a vizitat Bucha în urma masacrului, a vizitat Kyiv și s-a întâlnit cu președintele Zelenskyy. Von der Leyen ia prezentat lui Zelenskyy chestionarul legislativ pentru a începe cererea Ucrainei și ia oferit să accelereze procesul. Borrell a anunțat că delegația UE în Ucraina, condusă de Matti Maasikas⁠(d), se va întoarce la Kyiv după ce a fost evacuată la izbucnirea războiului. La 17 aprilie 2022, Ucraina a răspuns la prima parte a chestionarului legislativ, în timp ce a răspuns la a doua și ultima parte la 9 mai 2022.

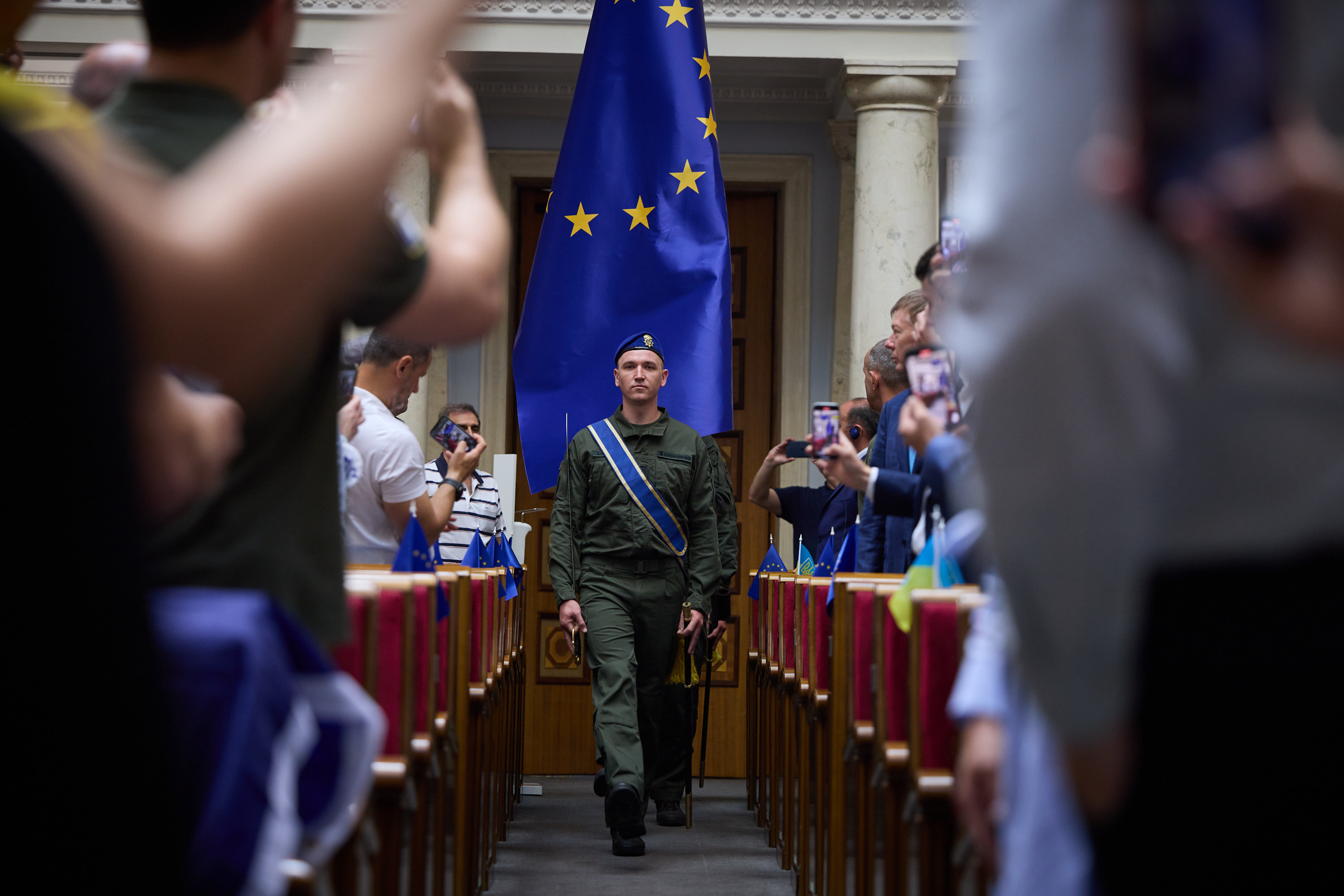
La 1 iulie 2022, steagul UE a fost adus solemn în sala Radei Supreme a Ucrainei, care acum va arbora acolo pentru totdeauna. Acest eveniment extrem de simbolic ne-a amintit de introducerea drapelului de stat după declararea independenței Ucrainei.

La 23 iunie 2022, Parlamentul European a adoptat o rezoluție prin care cere acordarea imediată a statutului de candidat la aderarea la Uniunea Europeană Ucrainei. La 23 iunie 2022, Consiliul European a acordat Ucrainei statutul de candidat la aderarea la Uniunea Europeană.

## Negocieri
Discuțiile de negociere nu au început încă în aprilie 2022. Ucraina spera să înceapă negocierile mai târziu în 2022 printr-o procedură de aderare accelerată.

## Opinie publica

### În Ucraina
91% dintre ucraineni susțin aderarea la Uniunea Europeană în timpul invaziei ruse a Ucrainei din 2022, conform unui sondaj realizat de Rating Sociological Group în perioada 30-31 martie 2022, în creștere de la 66,4% în februarie 2015.

### În UE
Potrivit unui sondaj realizat de Ifop, comandat de Strategia Europeană de la Yalta și de Fundația Jean-Jaurès în perioada 3-7 martie 2022, 92% dintre susținătorii aderării Ucrainei la UE în Polonia, 71% în Italia, 68% în Germania, și 62% în Franța.
Sondajul Flash Eurobarometru realizat în aprilie în toate țările UE arată cel mai mare sprijin pentru aderarea Ucrainei la UE în Portugalia, unde 87% dintre respondenți au susținut-o. Urmează Estonia (83%), Lituania (82%), Polonia (81%) și Irlanda (79%). Ungurii sunt cei mai sceptici cu privire la aderarea Ucrainei, doar 48% dintre respondenți susțin ideea (37% împotrivă). În același timp, Ungaria are cea mai mare pondere a populației care este indecisă cu privire la această problemă - 16% (la fel în Franța și Belgia).